# ابن الأعلم الشريف الحسيني
علي بن الحسين أبو القاسم العلوي الشريف الحسيني (تُوفي في بغداد، عام 985 م)، هو عالم فلك ومنجم عربي مسلم من القرن الرابع الهجري (العاشر الميلادي).

## حياته
لا يُعرف سوى القليل عن حياة ابن الأعلم، وحتى تاريخ ميلاده لم يحدده المؤرخون. على الرغم من هذه الحقيقة، يبدو أنه كان أحد أبرز علماء الفلك في القرن العاشر، ويتضح ذلك من خلال التأثير الكبير الذي أحدثه على علم الفلك الإسلامي والبيزنطي. من القليل المعروف عنه، يبدو أنه كان نشطًا في بغداد، حيث كان يعمل تحت رعاية حاكمها عضد الدولة البويهي (978-983). تشير نسبته «العلوي الشريف»، إلى أنه كان شريفًا، من سلالة جعفر الطيار.

## أعماله
العمل الرئيس لابن الأعلم، هو زيج، سُمي على اسم راعيه «الزيج الأعلمي»، وكان يُعرف أيضًا باسم «الزيج الشرفي» أو «الزيج البغدادي». في حين أن العمل نفسه مفقود الآن، إلا أن العلماء تمكنوا بطريقة ما من إعادة بناء معظمه، بناءً على الاستشهادات والمراجع اللاحقة في المصادر العربية والفارسية وحتى اليونانية.

## تأثيره
ابن يونس، عالم الفلك المصري العربي الشهير في القرن العاشر، كان معاصرًا لابن الأعلم، وقد أشاد بعمله واستشهد بعمله بانتظام. وحتى بعد وفاة ابن الأعلم، بقي تأثيره لثلاثة قرون على الأقل، كما يتضح من طاولات مرصد مراغة، التي كانت تعتمد إلى حد كبير على عمله وعمل ابن يونس.

## طالِع أيضًا
- علم الفلك في عصر الحضارة الإسلامية
- ابن يونس المصري
- زيج